# سانسور مسائل ال‌جی‌بی‌تی

قوانین «اخلاقیت» یا «پروپاگاندا» برای همجنسگرایان بر پایهٔ کشور یا قلمرو

سانسور مسائل دگرباشان جنسی توسط تعدادی از کشورهای جهان انجام می‌شود. این مسائل اَشکال مختلفی دارند، از جمله، ممنوعیت روسیه برای «ترویج روابط جنسی غیر سنتی»، ممنوعیت مجارستان برای «تصویر محتوایی که تغییر جنسیت یا همجنسگرایی را ترویج می‌کند» و قوانین در کشورهای دارای اکثریت مسلمان مانند عربستان سعودی، پاکستان و مالزی که تبلیغ و حمایت از آن را که به اخلاق اسلامی توهین می‌کند، ممنوع می‌کنند.

## قوانین جاری

### الجزایر
ماده ۳۳۳ مافوق قانون مجازات اصلاح‌شده در ۱۳ فوریه ۱۹۸۲ توسط قانون شماره ۸۲–۰۴، توزیع هر گونه شئ بر خلاف «عفت» را تا ۲ سال حبس و جزای نقدی تا ۲٫۰۰۰ دینار جرم دانسته‌است. مادهٔ ۳۳۳ که در سال ۱۹۸۲ نیز اصلاح شده‌است، هرگونه «اقدام بر خلاف نظم طبیعت با افراد همجنس» را تا سه سال حبس و جزای نقدی تا ۱۰ هزار دینار جرم دانسته‌است.

### چین
در ۳۱ دسامبر ۲۰۱۵، اداره دولتی مطبوعات، انتشارات، رادیو، فیلم و تلویزیون جمهوری خلق چین قانون جدیدی را اعلام کرد که هر گونه نمایش تلویزیونی و فیلمی را که «روابط جنسی غیرعادی»، از جمله همجنس‌گرایی را به تصویر می‌کشد، ممنوع می‌کند. در نتیجه این قانون جدید، بسیاری از سریال‌های تلویزیونی وب محبوب در آن زمان مانند بلافاصله از پخش خارج شدند. سرویس‌های پخش آنلاین از جمله ال‌ای دات کام و تنسنت ویدئو با حذف یا سانسور سریال‌های وب با شخصیت‌های ال‌جی‌بی‌تی از قانون جدید پیروی کردند.
در سال ۲۰۱۷، یک کنفرانس ال‌جی‌بی‌تی قرار بود در شی‌آن برگزار شود. گزارش‌های غربی با استفاده از وبلاگ سازمان‌دهندگان به عنوان منبع خود، ادعا کردند که پلیس سازمان‌دهندگان را بازداشت و آنها را تهدید کرده‌است.
در مارس ۲۰۱۸، درام برنده اسکار مرا با نامت صدا کن از فهرست جشنواره بین‌المللی فیلم پکن خارج شد. گمانه‌زنی‌های زیادی وجود داشت مبنی بر اینکه برگزارکنندهٔ این جشنواره تحت فشار سیاسی برای عدم نمایش فیلم بوده‌است.
در ۱۴ آوریل ۲۰۱۸، سینا ویبو، معادل توییتر در چین، بر اساس قانون امنیت اینترنت چین و سایر مقررات دولتی، سرکوب محتوای ال‌جی‌بی‌تی را اعلام کرد.
در ماه مه ۲۰۱۸، اتحادیه پخش برنامه‌های اروپایی پس از ویرایش اجرای رایان اوشینسی خواننده ایرلندی که دو رقصندهٔ مرد را به تصویر می‌کشید، از پخش فینال مسابقه آواز یوروویژن ۲۰۱۸، یکی از پربیننده‌ترین کانال‌های چین، جلوگیری کرد و در حین اجرای سوئیس پرچم‌های رنگین کمان را سیاه کرد.
چند روز پیش از روز جهانی مبارزه با همجنس‌گرا هراسی در سال ۲۰۱۸، دو زن با نشان‌های رنگین‌کمان توسط مأموران امنیتی در پکن مورد حمله و ضرب و شتم قرار گرفتند. شرکت امنیتی مدت کوتاهی پس از آن سه نگهبان درگیر را اخراج کرد.
مستر گِی چین، مسابقهٔ زیبایی در سال ۲۰۱۶ بدون حادثه برگزار شد. در سال ۲۰۱۸، میزبان رویداد به‌طور منفعلانه با پاسخ ندادن به هیچ ارتباطی، نامزدی خود را لغو کرد. میستر گی ورلد ۲۰۱۹ لغو رویداد هنگ کنگ را پس از شروع بدترشدن ارتباطات در اوایل اوت اعلام کرد. هیچ اطلاعیهٔ رسمی برای سانسور صادر نشد، اما برخی از مقاله‌ها دولت چین را به دلیل لغو مقصر معرفی کردند. در همان سال، زنی که رمانی با مضمون همجنس‌گرایان نوشته بود به جرم «شکستن قوانین فحاشی» به ۱۰ سال و ۶ ماه زندان محکوم شد.

### مجارستان
دولت مجارستان در ژوئن ۲۰۲۱ لایحه‌ای را ارائه کرد که مشابه قانون تبلیغات همجنس‌گرایان روسیه، نمایش «هر گونه محتوایی که ترویج تغییر جنسیت یا همجنس‌گرایی را به تصویر می‌کشد» برای افراد زیر سن قانونی ممنوع کرد. در ۱۵ ژوئن، مجلس شورای ملی این قانون را با ۱۵۷ رای موافق به ۱ تصویب کرد. رئیس‌جمهور مجارستان این لایحه را در تاریخ ۲۳ ژوئن امضا کرد. هفده کشور عضو اتحادیه اروپا (بلژیک، هلند، لوکزامبورگ، دانمارک، استونی، فنلاند، فرانسه، آلمان، ایرلند، لیتوانی، اسپانیا، سوئد، لتونی، یونان، قبرس، ایتالیا و اتریش) و چندین سازمان ال‌جی‌بی‌تی و حقوق بشر این قانون را محکوم کرد و آن را نقض منشور حقوق بنیادین اتحادیه اروپا خواندند.

### اندونزی
در ۲۳ فوریه ۲۰۱۶، کمیسیون پخش اندونزی (KPI) «بخشنامه‌ای برای تمام شرکت‌های پخش در مورد مردان زن» منتشر کرد که نمایش تنوع جنسی و جنسیتی در مردان را توسط شرکت‌های توزیع ممنوع می‌کرد. در همان ماه، KPI برنامه‌های تلویزیونی و رادیویی را که «سبک زندگی همجنس‌گرایانه» را ترویج می‌کردند، ممنوع کرد و ادعا کرد که این برنامه‌ها نقض استانداردهای برنامه‌های پخش در سال ۲۰۱۲ هستند.

### پاراگوئه
در ۵ اکتبر ۲۰۱۷، انریکه ریرا، وزیر آموزش و علوم، قطعنامه شماره ۲۹۶۶۴ را امضا کرد که استفاده از مطالب چاپی و دیجیتالی را که به «نظریه و/یا ایدئولوژی جنسیتی» در مؤسسات آموزشی منع می‌شود، ممنوع می‌کند. انریکه ریرا بعداً گفت که داوطلب می‌شود «اگر کتاب‌ها حاوی ایدئولوژی جنسیتی باشند، آنها را در یک میدان عمومی بسوزانند». کمیسیون بین‌المللی آمریکایی حقوق بشر نگرانی خود را از این تصمیم ابراز کرد و اعلام کرد که «این نوع اقدامات نشان‌دهندهٔ حذف جدیِ وظیفهٔ دولت برای محافظت از کودکان در برابر هر گونه خشونت و تبعیض در همه زمینه‌ها و به ویژه در مدرسه» است.

### روسیه
در روسیه، «قانون حمایت از کودکان در برابر اطلاعات و حمایت از انکار ارزش‌های سنتی خانواده» به اتفاق آرا توسط دومای دولتی در ۱۱ ژوئن ۲۰۱۳ تصویب شد (فقط با یک نماینده ممتنع - ایلیا پونومارف)، و به امضا رسید. قانون توسط رئیس‌جمهور ولادیمیر پوتین در ۳۰ ژوئن ۲۰۱۳ تصویب شد.
هدف اعلام‌شدهٔ دولت روسیه از این قانون، جلوگیری از قرار گرفتن کودکان در معرض همجنس‌گرایی است - محتوایی که همجنس‌گرایی را به عنوان یک هنجار در جامعه نشان می‌دهد - با این استدلال که این قانون با ارزش‌های سنتی خانواده در تضاد است. این قانون، قانونِ حمایت از کودکان کشور و قانون فدراسیون روسیه در مورد جرائم اداری را اصلاح کرد تا توزیع «تبلیغ روابط جنسی غیر سنتی» در بین خردسالان جرمی باشد که مجازات آن جریمه است. این تعریف شامل مواردی است که «علاقه‌مندی» را در چنین روابطی ایجاد می‌کند؛ برای مثال باعث ایجاد استعدادهای جنسی غیر سنتی در خردسالان شود. یا «[در حال حاضر] ایده‌های تحریف‌شده را در مورد ارزش اجتماعی برابر روابط جنسی سنتی و غیر سنتی» معرفی کند. شرکت‌ها و سازمان‌ها نیز می‌توانند در صورت محکومیت بر اساس قانون مجبور به توقف موقت فعالیت شوند و خارجی‌ها ممکن است تا ۱۵ روز دستگیر و بازداشت شوند و سپس اخراج شوند یا تا ۵۰٫۰۰ روبل جریمه شوند و اخراج شوند.
حمایت کرملین از این قانون مورد سیاست‌های راست تندرو ملی‌گرایی روسیه قرار گرفت و همچنین حمایت گسترده‌ای را در میان عموم مردم روسیه و کلیسای ارتدکس روسی به دست آورد، به طوری که ۷۰ درصد روس‌ها رسماً روسی-ارتدوکس هستند. این قانون توسط کمیسیون ونیز از شورای اروپا (که روسیه یکی از اعضای آن است)، توسط کمیته حقوق کودک سازمان ملل متحد و توسط گروه‌های حقوق بشری مانند عفو بین‌الملل و دیده‌بان حقوق بشر محکوم شد. این اساسنامه به دلیل عبارات گسترده و مبهم آن (شامل عبارات گسترده «علاقه‌مندی به» و «در میان خردسالان») که منتقدان آن را ممنوعیتی مؤثر برای ترویج علنی حقوق و فرهنگ جامعه ال‌جی‌بی‌تی توصیف کردند مورد انتقاد قرار گرفت. این قانون همچنین به دلیل منجر به افزایش و توجیه خشونت علیه افراد ال‌جی‌بی‌تی محکوم شد، در حالی که پیامدهای این قانون در رابطه با بازی‌های المپیک زمستانی ۲۰۱۴ که در آن زمان به میزبانی سوچی برگزار شد نیز باعث نگرانی شد، زیرا منشور المپیک حاوی زبانی است که صراحتاً اشکال مختلف تبعیض را ممنوع می‌کند.

### سنگاپور
سنگاپور یک سری قوانین و مقررات دارد که موضوعات دگرباشان جنسی را در رسانه‌ها محدود می‌کند. اداره توسعه رسانه این کشور هرگونه فیلم، برنامهٔ تلویزیونی، تبلیغات یا بازی ویدیوئی را که «گرایی را ترویج یا زرق و برق می‌دهد» ممنوع می‌کند، اما اگر «محتوای همجنس‌گرا در عملکرد محتاطانه و غیر رایگان» باشد، می‌توان آنها را به عنوان محدود به افراد بالای ۱۸ سال طبقه‌بندی کرد. اگر موضوع اصلی فیلم‌ها ازدواج همجنس‌گرایان یا فرزندپروری باشد، می‌توانند به افراد بالای ۲۱ سال محدود شوند.

### ایالات متحده (فرع ملی)
چندین ایالت ایالات متحده «قوانین تبلیغاتی همجنس‌گرایان» (شناخته‌شده به عنوان «no promo homo laws») ندارند، که ذکر یا بحث دربارهٔ همجنس‌گرایی و هویت تراجنسیتی را در مدارس دولتی ممنوع یا محدود می‌کند. در تئوری، این قوانین عمدتاً در مورد دوره‌های آموزش مسائل جنسی اعمال می‌شوند، اما می‌توانند برای سایر بخش‌های برنامه درسی مدرسه و همچنین برای فعالیت‌های فوق برنامه و گروه‌هایی مانند اتحادهای همجنس‌گرایان-دگرجنس‌گرا نیز اعمال شوند.
این قوانین برنامه درسی صریح ضد دگرباشان جنسی را می‌توان در شش ایالت ایالات متحده، یعنی فلوریدا، لوئیزیانا، میسیسیپی، اوکلاهما، و تگزاس یافت.
آنها مشابه بخش ۲۸ قانون دولت محلی بریتانیا در سال ۱۹۸۸ هستند که اکنون لغو شده‌است، که مقامات محلی را از «ترویج عمدی همجنسگرایی، انتشار مطالب به قصد ترویج همجنسگرایی، یا ترویج آموزش در هر مکاتب محافظت‌شده در مورد پذیرش همجنسگرایی منع می‌کند».
ایالت‌هایی که قوانین خود را لغو کرده‌اند عبارتند از: آلاباما (از ۲۹ آوریل ۲۰۲۱)، آریزونا (از ۱ ژوئیه ۲۰۱۹)، کارولینای شمالی (از سال ۲۰۰۶)، کارولینای جنوبی (از ۱۲ مارس ۲۰۲۰) و یوتا (از ۱ ژوئیه ۲۰۱۷).

## قوانین لغو شده

### استرالیا (فرع ملی)
پارلمان استرالیای غربی در دسامبر ۱۹۸۹ قانون اصلاح جنگ‌زدایی از لواط ۱۹۸۹ را تصویب کرد که در آن رابطهٔ جنسی خصوصی همجنسگرایان را جرم‌زدایی می‌کرد، اما «[...] ترویج، تشویق یا تدریس هر نوع رفتارهای همجنس‌گرایانه در هر مؤسسه آموزشی ابتدایی یا متوسطه» یا سیاست‌گذاریِ عمومی با توجه به ترویجِ نامشخص رفتارهای همجنس‌گرایانانه به عنوان یک جرم محسوب می‌شد. این قانون در سال ۲۰۰۲ لغو شد، که همچنین قوانین مربوط به ترویج رفتار همجنس‌گرایی در سیاست‌های عمومی و موسسات آموزشی را لغو می‌کرد.

### رومانی
«مادهٔ ۲۰۰» در سال ۱۹۶۸ تحت رژیم کمونیستی نیکلای چائوشسکو معرفی شد و بخشی از قانون مجازات رومانی بود که روابط همجنس‌گرایی را جرم‌انگاری می‌کرد. این ماده در ۱۴ نوامبر ۱۹۹۶ تحت فشار شورای اروپا اصلاح شد، زمانی که رابطهٔ جنسی همجنس‌گرایان در خلوت بین دو بزرگسال که رضایت داشتند جرم‌زدایی شد. با این حال، مادهٔ ۲۰۰ اصلاح‌شده همچنان روابط همجنس‌گرایان را در صورت نمایش‌های عمومی جنجالی یا ایجاد «آشکارسازی عمومی» جرم انگاری می‌کند. این ماده همچنین به ممنوعیت ترویج فعالیت‌های همجنس‌گرا و تشکیل سازمان‌های همجنس‌گرای محور (از جمله سازمان‌های حقوق دگرباشان جنسی) ادامه داد و در نهایت در ۲۲ ژوئن ۲۰۰۱ توسط دولت آدریان ناستاسه لغو شد.

### کره جنوبی
در سال ۲۰۰۱، کمیته اخلاق اطلاعات و ارتباطات وزارت اطلاعات و ارتباطات کره جنوبی شروع به سانسور محتوای آنلاین ال‌جی‌بی‌تی کرد، اما در سال ۲۰۰۳ این عمل را متوقف کرد.

### انگلستان
«بند ۲۸» قانون دولت محلی ۱۹۸۸ باعث اضافه شدن «بخش 2A» به قانون دولت محلی ۱۹۸۶ شد، که انگلستان، ولز و اسکاتلند را تحت تأثیر قرار داد. این اصلاحیه در ۲۴ مه ۱۹۸۸ به تصویب رسید و بیان کرد که یک مقام محلی «نباید عمداً همجنس‌بازی را ترویج کند یا مطالبی را به قصد ترویج همجنس‌گرایی منتشر کند» یا «آموزش پذیرش همجنس‌گرایی را به عنوان یک رابطهٔ خانوادگی وانمودی در هر مدرسه‌ای ترویج کند».
وجود این قانون باعث شد بسیاری از گروه‌ها فعالیت‌های خود را تعطیل یا محدود کنند یا خودسانسوری کنند. به عنوان مثال، تعدادی از گروه‌های حمایت از دانش‌آموزان همجنس‌گرا، همجنس‌گرا و دوجنس‌گرا در مدارس و کالج‌های سراسر بریتانیا به دلیل نگرانی کارکنان حقوقی شورا مبنی بر اینکه ممکن است این قانون را نقض کنند، بسته شدند.
در ۲۱ ژوئن ۲۰۰۰ در اسکاتلند توسط «استانداردهای اخلاقی در زندگی عمومی و غیره (اسکاتلند) قانون ۲۰۰۰» لغو شد؛ یکی از اولین قوانین تصویب شده توسط پارلمان جدید اسکاتلند و در ۱۸ نوامبر ۲۰۰۳ در بقیهٔ بریتانیا توسط بند ۱۲۲ قانون دولت محلی ۲۰۰۳ به اجرا گذاشته شد.